# امامزاده شاه تسلیم
امامزاده شاه تسلیم مربوط به دوره صفوی است و در شهرستان ممسنی، بخش ماهورمیلاتی، روستای شاه تسلیم واقع شده و این اثر در تاریخ ۲۳ بهمن ۱۳۸۰ با شمارهٔ ثبت ۴۷۱۷ به‌عنوان یکی از آثار ملی ایران به ثبت رسیده است.